# Синагога Шрейбера
Синагога Шрейбера — юдейська синагога в Херсоні. Не збереглася.

## Історія
Синагога Шрейбера знаходилася на південному боці вулиці Преображенської, поруч із перехрестям з вулицею Потьомкінською (нині Михайла Грушевського). Побудована у 1850 році та перебудована у 1892 році. Відвідуваність на початку XX століття — 200 чоловік.

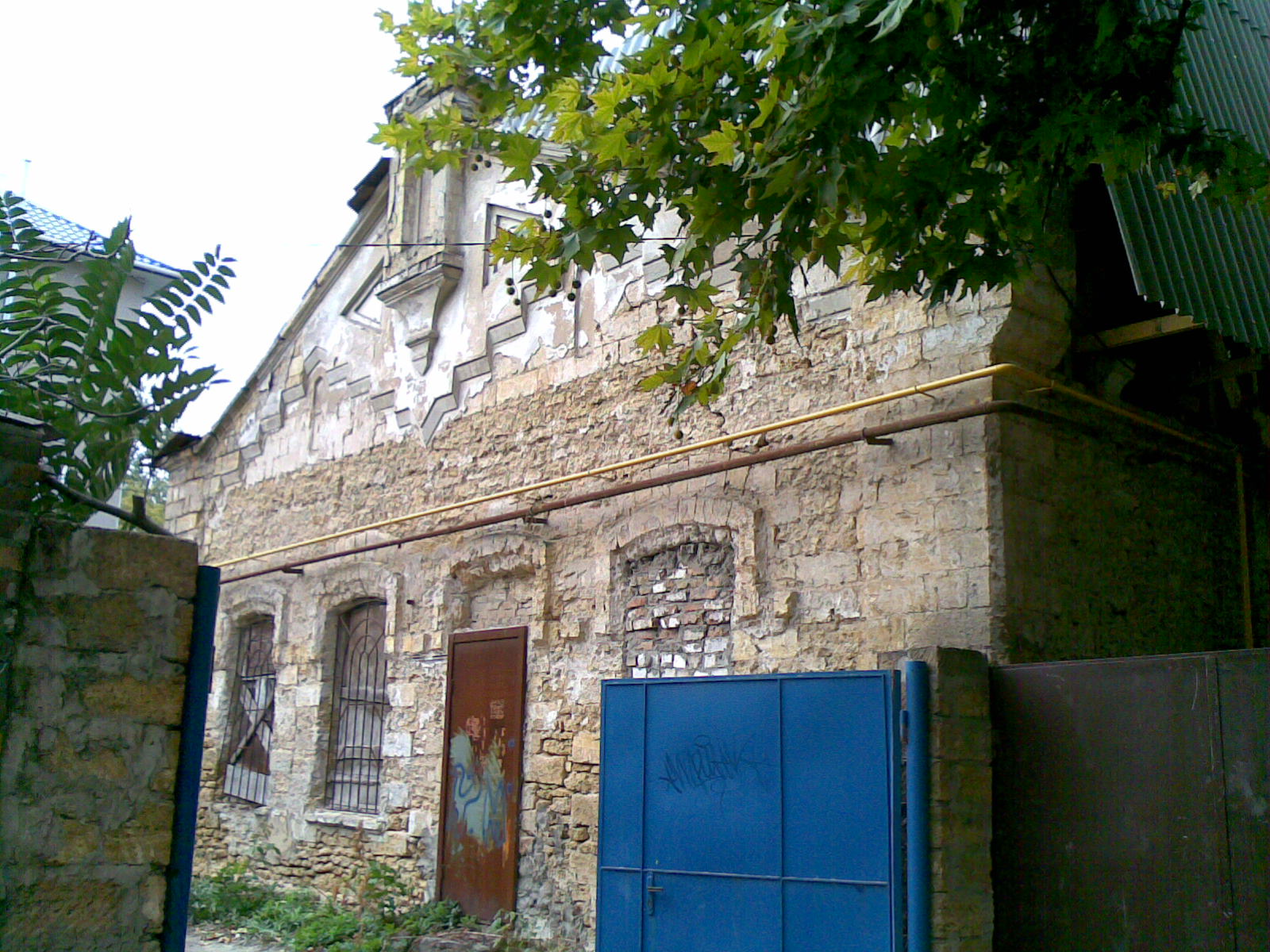
Колишня синагога Шрейбера

Згідно з актом № 25 від 10 травня 1922 року, із синагоги вилучили 43 найменування предметів вагою в 2 фунти 8 золотників (853 г: прикраса Тори; 10 сувоїв Тори, 6 підсвічників Фраже, 13 мідних свічників, 30 біблійних книг; настінний годинник; плюшевий килим; доріжку в 3 аршини).
Нині житловий будинок по вул. Преображенській, 23.